# Neel Jani
Neel Jani (Rorschach, 8 de dezembro de 1983) é um automobilista suíço.

## Carreira

### Cartismo

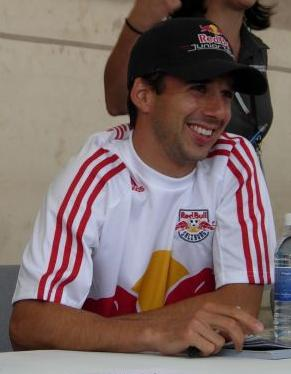
Jani em 2007

Começou sua carreira no kart em 1998, dois anos depois passou para a Fórmula Renault 2000.

### Fórmula Renault
Também em 2001, Jani pilotou a Fórmula Renault Italiana. Em 2002, pilotou nas duas Fórmulas, entretanto na Italiana correu apenas parte do campeonato. Em 2003, transferiu-se para a Fórmula Reanult V6 Européia, na equipe Jenzer.

### GP2 Series
Em 2005, foi para a GP2 Series, vencendo duas corridas: Hungaroring e Monza.
Em 2006, ele substituiu o lesionado Nicolas Lapierre nas corridas de Silverstone e Magny-Cours pela equipe inglesa Arden. Ao fazer isso, ele também garantiu seu lugar no livro dos recordes, sendo a única pessoa a pilotar na GP2 e na Fórmula 1 no mesmo dia.

### Fórmula 1
Em 2003, Jani se juntou à equipe suíça de Fórmula 1 Sauber como piloto de testes. Pilotou na GP2 Series em 2005 e 2006, realizou testes na Fórmula 1 em nome da Red Bull Racing. Em dezembro de 2005, ele foi confirmado como terceiro piloto da Scuderia Toro Rosso, ao lado dos pilotos Scott Speed e Vitantonio Liuzzi, função que ocupou ao longo da temporada de 2005. Em 2006, Jani apareceu oficialmente nos finais de semana de Grande Prêmio, atuando como terceiro piloto nos treinos de sexta-feira, com a Toro Rosso. Ele deixou esta função para seguir carreira na Champ Car em 2007.
Para a temporada de Fórmula 1 de 2008, Neel foi vinculado à função de piloto de testes na equipe Red Bull Racing. Como seu pai é indiano, Jani estava ligado à proposta de compra da BMW Sauber, apoiada pela Índia, mas não teve sucesso. No início de 2010, ele testou para a Force India e houve rumores de que estaria envolvido com a equipe na  temporada de 2010. No entanto, a Force India contratou o piloto da Mercedes, Paul di Resta, como piloto de testes e reserva.
Em junho de 2023, foi anunciado que Jani havia assinado contrato com a Audi como piloto de simulador para ajudá-la a desenvolver sua unidade de potência em preparação para sua entrada na Fórmula 1 em 2026.

### Champ Car
Em 2007, Jani pilotou pela equipe PKV Racing na Champ Car World Series. Terminou a série na nona colocação com um total de 231 pontos e obtendo três pódios. Depois de escolher se concentrar na temporada de 2007–08 da A1 Grand Prix em vez de permanecer na ChampCar em 2008, a série foi absorvida pela IRL.

### A1 Grand Prix
Ainda em 2007 disputou pela equipe A1 Team Suíça da A1 Grand Prix na temporada 2007–08, obtendo o título com quatro vitórias, seis poles e onze pódios.
Na temporada 2008-2009 foi vice-campeão com quatro vitórias, uma pole e sete pódios.

### Endurance
Jani é um experiente piloto de corridas de longa duração, tendo competido pelas equipes Rebellion Racing e a equipe de fábrica da Porsche com protótipos LMP1. É o vencedor da edição de 2016 das 24 Horas de Le Mans com o Porsche 919 Hybrid, ao lado de Marc Lieb e Romain Dumas. Além disso, obteve uma vitória na consagrada prova das 12 Horas de Sebring na edição de 2022.
Atualmente, compete pelo WEC correndo na equipe Proton Competition na categoria Hypercar com um Porsche 963.

### Fórmula E
Em 24 de agosto de 2017, foi anunciado que Jani faria sua estreia na Fórmula E no campeonato de 2017–18, na equipe Faraday Future Dragon Racing com Jérôme d'Ambrosio como companheiro de equipe. Após dois 18º lugares na abertura da temporada em Hong Kong, Jani deixou a equipe abruptamente, focando em seus compromissos no Campeonato Mundial de Endurance com a Rebellion Racing.
Em 14 de dezembro de 2018, Jani foi anunciado como piloto da nova equipe de Fórmula E, a TAG Heuer Porsche Formula E Team, para a temporada de 2019–20. Ele correu pela Porsche com o companheiro de equipe André Lotterer até o final da temporada 2019-20, terminando em vigésimo na classificação. Para o Campeonato de 2020–21, ele foi substituído por Pascal Wehrlein.